# IMA Schelling Group
Die IMA Schelling Group ist eine deutsch-österreichische Unternehmensgruppe, die Maschinen und Anlagen für die Holz-, Metall- und Kunststoff-Industrie entwickelt und produziert. Ihre Hauptsitze sind in der Stadt Lübbecke und in der Gemeinde Schwarzach.

## Geschichte

### IMA Schelling Deutschland GmbH (IMA Klessmann)
Die Gründung erfolgte im Jahre 1951 in Gütersloh (Westfalen) durch Erich Klessmann (1908–2000). Aus der Firma TEXTIMA bildete sich IMA durch Konzentration auf die Herstellung von Geräten für die Holzindustrie. Das Werk in Lübbecke entstand 1960 zunächst nur als mechanischer Fertigungsbetrieb. 1989 begann die Kooperation mit IMA Meinert (gegründet 1952 in Porta Westfalica). Ab 1991 begann man aufgrund der Globalisierung der Märkte mit der Gründung weltweiter Vertriebsgesellschaften.
Im Jahr 1999 fusionierte IMA mit der Homag Maschinenbau AG zur Lignum Technologie AG. Die Lignum Technologie AG wurde 2004 schließlich zur heutigen Homag Group AG umfirmiert. Im November 2005 wurde IMA von der Adcuram Industriekapital AG übernommen. Im Jahr 2015 wurde IMA von der Schelling Anlagenbau GmbH gekauft und seit 2019 firmiert sie unter den Namen IMA Schelling Deutschland GmbH.

### IMA Schelling Austria GmbH (Schelling Anlagenbau)
Im Jahr 1917 gründete Georg Schelling die Schelling Anlagenbau GmbH mit Sitz in Schwarzach. Zu den ersten Dienstleistungen gehörten Reparaturen für die heimischen Wetzsteinfabriken, Mühlen und Sägewerken. Nach Kriegsende 1945 begann man mit der Produktion von Holzbearbeitungsmaschinen. 1968 baute Schelling den ersten automatischen Plattengroßaufteilanlage für ein holländisches Unternehmen und 1971 brachte man die ersten computergesteuerten Anlagen auf den Markt.
Im Jahr 1986 wurden Sägen mit einer grafischen Bedienerführung und Bewegtbilder am Bildschirm produziert und Ende der 80er-Jahre folgten die Gründung von Tochtergesellschaften in den USA und Großbritannien. In den 1990er und 2010er wurden weitere Märkte erschlossen. Neben Holz können nun auch Kunststoff- und Metallplatten von Maschinen von Schelling bearbeitet werden. Im Jahr 2015 kaufte die Schelling Anlagenbau GmbH die IMA Klessmann in Deutschland und firmiert seit 2019 unter dem Namen IMA Schelling Austria GmbH.

### Unternehmensgruppe
Die beiden Teilkonzerne kooperieren schon seit 1990. Nach dem Kauf der IMA durch Schelling wurde eine Unternehmensgruppe gebildet, die nun unter den Namen IMA Schelling Group auftritt.
Die Muttergesellschaft der IMA Schelling Deutschland GmbH und der IMA Schelling Austria GmbH ist die IMA Schelling Group GmbH mit Sitz in Lübbecke. Die IMA Schelling Group GmbH wird von der obersten Konzernmuttergesellschaft LEGRO Group GmbH mit Sitz in Schwarzach kontrolliert, welche jeweils zu 1/3 im Eigentum von Stefan Franz Gritsch, Günther Lehner und Wolfgang Rohner stehen. Weiters halten die GLM Beteiligungs AG 14,6 Prozent (Sitz in Rheineck, Schweiz) und die D.A.Ch.S. Capital AG 10 Prozent (Sitz in Sachseln, Schweiz) an der IMA Schelling Group GmbH.